# Álvaro Tardáguila
Alvaro Tardáguila (16 de agosto de 1975) es un ex-ciclista uruguayo.
Ganador de la Vuelta Ciclista del Uruguay 2005.
Es hijo de Walter Tardáguila, también ganador de la Vuelta de 1972. Es el único caso en Uruguay, que padre e hijo han ganado esta competencia.

## Palmarés
2004
- 1 etapa del Tour de Corea

2005
- General de la Vuelta Ciclista del Uruguay

2006
- 1 etapa de Rutas de América

2008
- 1 etapa de Rutas de América